# MITコンピュータ科学・人工知能研究所

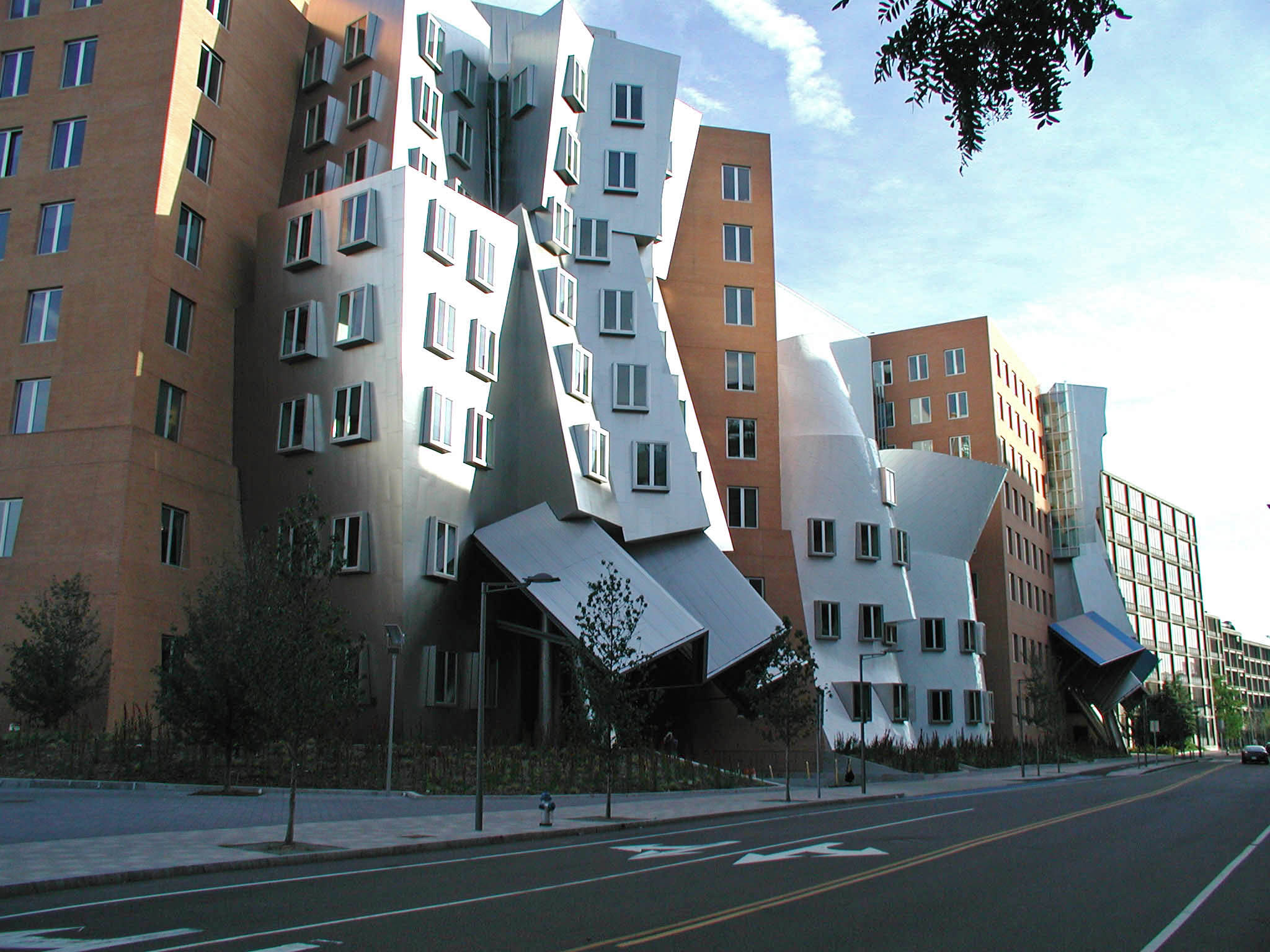
CSAILのある Stata Center

MITコンピュータ科学・人工知能研究所（MIT Computer Science and Artificial Intelligence Laboratory、CSAIL）は、マサチューセッツ工科大学にある学際的研究所。2003年7月1日、MITコンピュータ科学研究所とMIT人工知能研究所の合併により創設された。CSAIL は研究領域においても研究員の人数においてもMIT最大の研究所である。所長は教授のロドニー・ブルックス。その建物はフランク・ゲーリーが設計した Stata Center である。World Wide Web Consortium(W3C)の本拠地も務めている。

## 研究活動内容
CSAIL の研究活動は半自律的研究グループによって構成されており、各グループの責任者として1名以上の教授か研究員がいる。研究領域は以下の7分野に分類される。
- 人工知能
- 計算生物学
- グラフィックスとビジョン
- 言語と学習
- 計算理論
- ロボット工学
- システム（コンピュータ・アーキテクチャ、データベース、分散システム、ネットワークとネットワークシステム、オペレーティングシステム、プログラミング方法論、ソフトウェア工学などを含む）

### World Wide Web Consortium本拠地
さらに、CSAILはWorld Wide Web Consortium(W3C)をフランスのERCIM、日本の慶應義塾大学SFC研究所、中国の北京航空航天大学とともに運営しており、その本拠地になっている。

## 関係する著名人
前身となった2つの研究所の関係者も含む。
- マッカーサー・フェロー
  - ティム・バーナーズ＝リー
  - エリック・ドメイン
  - ダニエラ・ルス（英語版）
  - ピーター・ショア
  - リチャード・ストールマン
- チューリング賞受賞者
  - レオナルド・エーデルマン
  - フェルナンド・J・コルバト
  - バトラー・ランプソン
  - ジョン・マッカーシー
  - マービン・ミンスキー
  - ロナルド・リベスト
  - アディ・シャミア
- ロルフ・ネヴァンリンナ賞受賞者
  - マデュ・スーダン
  - ピーター・ショア
- ゲーデル賞受賞者
  - シャフィ・ゴールドワッサー（2回受賞）
  - Silvio Micali
  - Charles Rackoff
  - Johan Håstad
  - ピーター・ショア
  - マデュ・スーダン
- グレース・ホッパー賞受賞者
  - ロバート・メトカーフ
  - シャフィ・ゴールドワッサー
  - ガイ・スティール・ジュニア
  - W. Daniel Hillis
- 教科書執筆者
  - Harold Abelson
  - Gerald Jay Sussman
  - Thomas H. Cormen
  - Charles E. Leiserson
  - Patrick Winston
  - ロナルド・リベスト
  - Clifford Stein
- その他
  - カール・ヒューイットは、Plannerプログラミング言語の設計者で、並行システムのアクターモデルを生み出し、Scientific Community Metaphor の開発者の1人。
  - デービッド・ダナ・クラークは、インターネットのプロトコル設計責任者の1人であり、Jerome H. Saltzer（CSAILの一員）および David P. Reed と共に重要な論文 "End-to-End Arguments in Systems Design"（システム設計におけるエンドツーエンドの必要性）を執筆した（エンドツーエンド原理参照）。
  - シーモア・パパートはプログラミング言語LOGOの発明者。
  - ジョセフ・ワイゼンバウムは、コンピュータシミュレートされたセラピストELIZAを生み出した。
  - Bob Frankstonは最初の表計算ソフトであるVisiCalc開発者の1人。
  - 研究所からスピンオフして成功した企業もいくつか存在する。